# Vivir a los 17
Vivir a los 17 es una película (35 mm) Argentina filmada a fines de la década de 1980. Es la ópera prima del realizador cinematográfico Luis Sepúlveda. 
El guion fue escrito por el director en colaboración con María Victoria Menis y Gabriel Wainstein. La película fue producida en 1986 y no fue estrenada comercialmente, aunque fue muy difundida durante varios años en un canal de cable dedicado al cine argentino.

Los actores principales fueron Daniela Pal en el protagónico, junto a Marta González, Arturo Bonín, Hugo Arana y Mauricio Dayub. 
La música original es de Andrés Calamaro. 

## Sinopsis
El filme refleja el conflicto, en una familia de clase media, entre padres e hijos a través de la historia de una adolescente que padece la soledad y la incomprensión, lo que la lleva al consumo de drogas.

## Video
En la edición en video y con el título "Atrapada por el vicio" se explica la trama: "Algo muy común en nuestros días, una adolescente (Daniela Pal) que no encuentra comunicación con su madre (Marta González) ni con su padrastro (Arturo Bonin) va cayendo en una depresión que la arrastra por caminos de difícil retorno. Una película que muestra la crudeza de la soledad y la búsqueda equivocada de la droga como salida de los problemas".

## Reparto
Participaron del filme los siguientes intérpretes:
| Actor                 | Personaje       |
| --------------------- | --------------- |
| Marta González        | Madre de Andrea |
| Arturo Bonín          | Fernando        |
| Daniela Pal           | Andrea          |
| Hugo Arana            | Padre de Andrea |
| Onofre Lovero         |                 |
| Gustavo Belatti       |                 |
| María de la Paz Pérez |                 |
| Mauricio Dayub        |                 |
| María Mercedes Sosa   |                 |
| Ricardo Jordán        |                 |
| Jorge Fornes          |                 |
| Hugo Devana           |                 |
| Ramiro Hernández      |                 |

## Comentarios
Luis Sepúlveda dijo sobre su película:

«Hablar sobre la soledad y la incomprensión en la adolescencia y de cómo se puede llegar a transformar un proyecto de vida en un proyecto de muerte por el tema (justamente) de la incomprensión…Este largometraje es el antivideoclip, porque quise hacer algo que estuviera sujeto a lo que está sucediendo…sin caer en la mediocridad.»